# Frank Morgenweck
Frank W. Morgenweck, detto Pop (Egg Harbor City, 15 luglio 1875 – Egg Harbor City, 8 dicembre 1941), è stato un cestista, allenatore di pallacanestro e dirigente sportivo statunitense, membro del Naismith Memorial Basketball Hall of Fame dal 1962 in qualità di contributore.
Fu uno dei pionieri del gioco del basket-ball inventato da James Naismith. Fu giocatore professionista, allenatore e proprietario di numerose squadre.